# Kup Krešimira Ćosića 1996./97.
Šesto po redu košarkaško kup natjecanje za muške u Hrvatskoj započelo je pod nazivom Košarkaški Kup Hrvatske 1996./97. Uoči završnog turnira, 7. ožujka 1997. odlukom VII. sjednice Upravnog odbora Hrvatskog košarkaškog saveza u Zagrebu naziv Kupa je preimenovan u Kup Krešimira Ćosića u spomen na hrvatskog košarkaša Krešimira Ćosića. Na završni turnir, koji je odigran u Zagrebu u Košarkaškom centru Dražen Petrović od 20. do 22. ožujka 1997. godine, plasirali su se KK Cibona (Zagreb), KK Olimpija Slavoning (Osijek), KK Zrinjevac i KK Croatia osiguranje (Split).

## Sustav natjecanja
U završnom dijelu natjecanja sudjeluje 16 momčadi. Ždrijeb parova je poludirigiran tako da se nositelji, odnosno podnositelji ne mogu sastati međusobno. Drugu sezonu za redom u povijesti Kupa do poluzavršnice (završnog turnira četvorice) igra se na zbroj postignutih koševa iz dvije utakmice (prvu utakmicu je domaćin slabije rangirana momčad) tako da prolaz u sljedeći krug ostvaruje momčad koja je postigla više koševa u obje utakmice.

## Rezultati
| 1. krug                                                   | prva utakmica | uzvratna utakmica | ukupno    |
| --------------------------------------------------------- | ------------- | ----------------- | --------- |
| KK Svjetlost Oriolik (Slavonski Brod) - KK Karlovac 1579. | 76:52         | 77:63             | (153:115) |
| KK Zabok (Zabok) - KK Zadar (Zadar)                       | 68:66         | 64:94             | (132:160) |
| KK Croatia Line (Rijeka) - KK Šibenik (Šibenik)           | 90:79         | 80:80             | (170:159) |
| KK Sućurac '70 (Split) - KK Alkar (Sinj)                  | -             | -                 | ( - )     |

- U 2. krug su se direktno plasirali KK Kantrida Rijeka ceste (Rijeka), KK Benston (Zagreb), KK Zagreb (Zagreb) i KK Telecomp (Vinkovci)

| 2. krug (osmina završnice)                                 | prva utakmica | uzvratna utakmica | ukupno    |
| ---------------------------------------------------------- | ------------- | ----------------- | --------- |
| KK Zadar (Zadar) - KK Kantrida Rijeka ceste (Rijeka)       | 67:66         | 65:80             | (132:146) |
| KK Alkar (Sinj) - KK Benston (Zagreb)                      | 48:84         | 54:75             | (102:159) |
| KK Svjetlost Oriolik (Slavonski Brod) - KK Zagreb (Zagreb) | 72:58         | 50:101            | (122:159) |
| KK Croatia Line (Rijeka) - KK Telecomp (Vinkovci)          | 101:95        | 68:104            | (169:199) |

- U četvrtzavršnicu su se direktno plasirali KK Cibona (Zagreb), KK Zrinjevac (Zagreb), KK Croatia osiguranje (Split) i KK Olimpija Slavoning (Osijek)

| četvrtzavršnica (1. i 8. ožujka 1997.)                      | prva utakmica | uzvratna utakmica | ukupno    |
| ----------------------------------------------------------- | ------------- | ----------------- | --------- |
| KK Kantrida Sava osiguranje (Rijeka) * - KK Cibona (Zagreb) | 76:80         | 75:90             | (151:170) |
| KK Telecomp (Vinkovci) - KK Croatia osiguranje (Split)      | 74:85         | 73:80             | (147:165) |
| KK Benston (Zagreb) - KK Zrinjevac (Zagreb)                 | 51:63         | 68:66             | (119:129) |
| KK Zagreb (Zagreb) - KK Olimpija Slavoning (Osijek)         | 75:76         | 69:80             | (144:156) |

- KK Kantrida Rijeka ceste je u tijeku natjecanja promijenio naziv u KK Kantrida Sava osiguranje
- KK Kantrida Sava osiguranje i KK Cibona su svoje utakmice odigrali 22. veljače 1997., odnosno 3. ožujka 1997.

| poluzavršnica (Zagreb, 20. ožujka 1997.)              | rezultat |
| ----------------------------------------------------- | -------- |
| KK Cibona (Zagreb) - KK Olimpija Slavoning (Osijek)   | 83:74    |
| KK Croatia osiguranje (Split) - KK Zrinjevac (Zagreb) | 72:60    |

| utakmica za treće mjesto (Zagreb, 22. ožujka 1997.)    | rezultat |
| ------------------------------------------------------ | -------- |
| KK Zrinjevac (Zagreb) - KK Olimpija Slavoning (Osijek) | 85:73    |

| završnica (Zagreb, 22. ožujka 1997.)               | rezultat |
| -------------------------------------------------- | -------- |
| KK Cibona (Zagreb) - KK Croatia osiguranje (Split) | 67:72    |

## Osvajači Kupa
Košarkaški klub Croatia osiguranje (Split): Josip Vranković, Goran Kalamiza, Zvonimir Ridl, Nikola Vujčić, Nikola Prkačin, Huljev, Miro Jurić, Michael Frank Smrek, Damir Tvrdić, Ante Grgurević, Boris Jaman, Joško Poljak (trener: Josip Grdović)

## Statistika
- najbolji igrač završne utakmice: Ante Grgurević (Croatia osiguranje)
- najbolji strijelac završnog turnira: Petar Maleš (Zrinjevac) 44 koša

## Unutarnje poveznice
- A-1 liga 1996./97.
- A-2 liga 1996./97.
- B-1 liga 1996./97.